# Laraïba Seibou
Laraïba Gnon Cessy Seibou (* 6. Dezember 2000) ist eine beninische Schwimmerin.

## Laufbahn
Für ihr Land Benin nahm Seibou als eine von sechs Starterinnen und Startern an den Olympischen Sommerspielen 2016 in Rio de Janeiro teil. Sie trat über 50 m Freistil an und erreichte in der Schlusswertung Rang 77. Weitere internationale Teilnahmen hatte Seibou zuvor bei den Schwimmweltmeisterschaften 2015 in Kasan und anschließend u. a. bei den Kurzbahnweltmeisterschaften 2016 in Windsor (Kanada) sowie 2018 in Hangzhou und den Afrikanischen Schwimmmeisterschaften 2021 in Accra.